# Pantomime Point
Der Pantomime Point ist eine Landspitze an der Ostküste von Signy Island im Archipel der Südlichen Orkneyinseln. Sie ist die nördlichste dreier eisfreier Landspitzen am östlichen Ende der Gourlay-Halbinsel.
Wissenschaftler der britischen Discovery Investigations nahmen 1933 eine Vermessung vor. Der Falkland Islands Dependencies Survey (FIDS) wiederholte dies im Jahr 1947. Mitglieder des FIDS benannten die Landspitze nach dem auffälligen Verhalten einzelner Tiere in den Pinguinkolonien auf der Gourlay-Halbinsel.